# Obnovlenie
Partidul Republican Obnovlenie este un partid politic din Transnistria. Partidul deține putere în auto-proclamata republică din anul 2005.